# (73094) 2002 GN20
(73094) 2002 GN20 – planetoida z pasa głównego asteroid okrążająca Słońce w ciągu 3,4 lat w średniej odległości 2,26 j.a. Odkryta 14 kwietnia 2002 roku.